# Scuole Palatine
Il palazzo delle Scuole Palatine o semplicemente Scuole Palatine (Palazz Noeuv in milanese) si trova in piazza dei Mercanti a Milano.

## Storia
Le scuole palatine risalgono a metà Quattrocento quando il duca di Milano, Giovanni Maria Visconti, diede loro una sede nel Broletto nuovo, e proseguirono sotto gli Sforza con il nome di "scuole del Broletto"; la scuola fu ubicata nel recinto del broletto, dove fra le altre attività si tenevano i processi.
All'inizio del Seicento lo studioso fiammingo Ericio Puteano, che vi insegnava eloquenza latina, diede all'istituzione il nome aulico di "Scuole palatine", richiamandosi vuoi alle scuole che esistevano a Milano quando era capitale dell'Impero Romano, vuoi alla Scuola palatina di Aquisgrana.
Nel 1644 un incendio distrusse l'edificio e il portone degli Orefici; la municipalità di Milano provvide alla ricostruzione dell'edificio, secondo il modello di palazzo dei Giureconsulti, incaricando l'architetto Carlo Buzzi.
Il corso delle Scuole Palatine durava due anni ed era propedeutico alla frequentazione dell'Università di Pavia. Le materie insegnate erano la retorica, l'eloquenza latina, il greco, il diritto. I professori erano scelti all'interno del Collegio dei giureconsulti ed erano stipendiati dal Senato di Milano. Gli studenti erano i nobili destinati ad entrare nello stesso collegio. Dal 1668 un anno di frequenza delle Scuole Palatine poteva sostituire il primo anno della facoltà di legge a Pavia. Alla fine del Seicento fu introdotta anche la cattedra di architettura militare e geometria.
Alla metà del Settecento, sotto il dominio austriaco, le Scuole estesero la loro destinazione e furono aperte a tutti i borghesi che aspiravano a diventare funzionari pubblici. Le materie insegnate si ampliarono fino a comprendere quelle di un'università: meccanica, idraulica, astronomia, ottica, diritto comune, diritto pubblico, diritto municipale e provinciale, giurisprudenza municipale pratica, eloquenza, arte notarile, arte diplomatica, scienze camerali (economia e scienza delle finanze), teologia scolastica, teologia dogmatica, istituzioni ecclesiastiche, anatomia, chirurgia, ostetricia, chimica, lingue orientali.

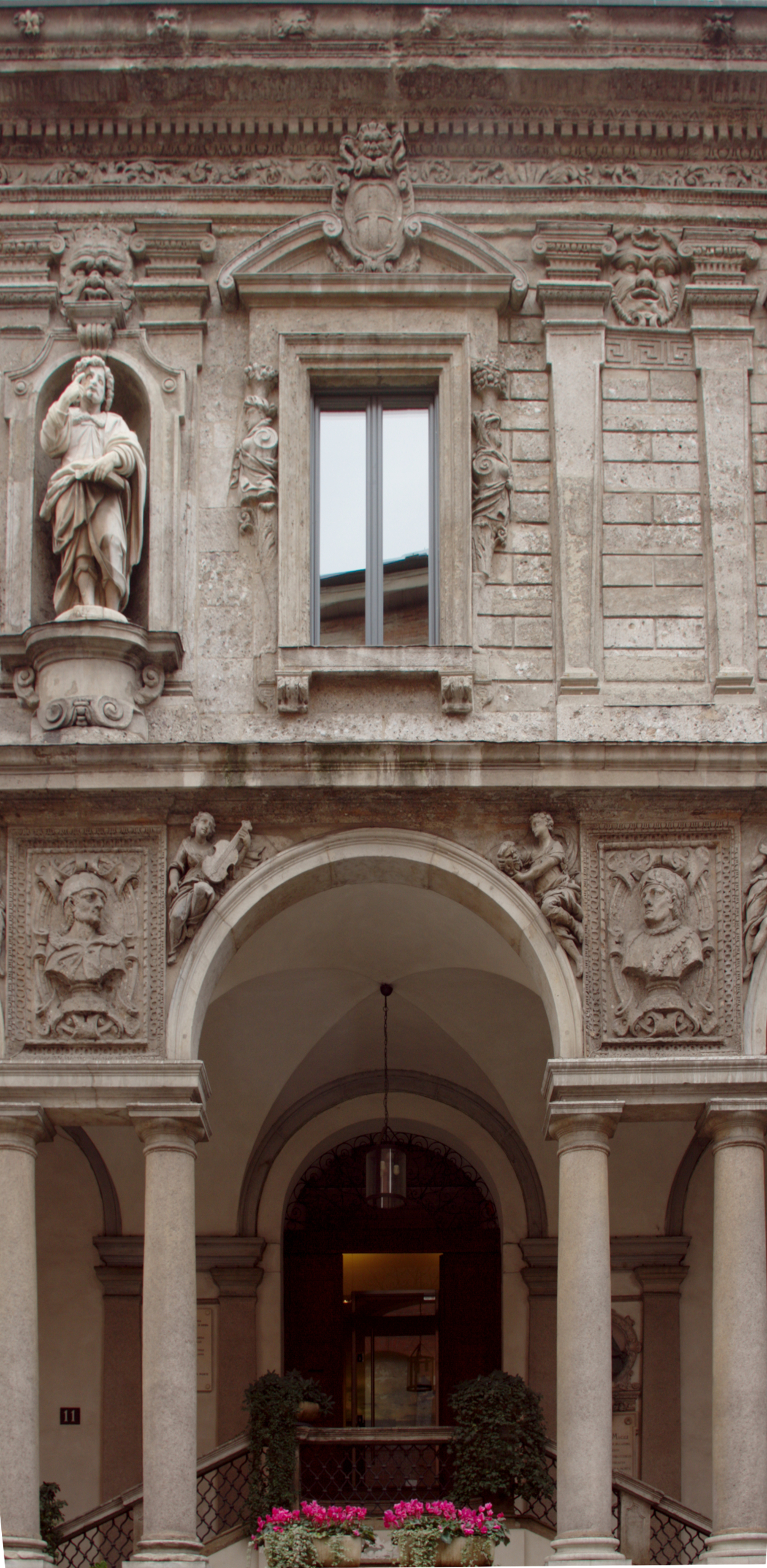
Particolare-modulo della facciata.

Dal 1773 con l'abolizione della Compagnia di Gesù le scuole furono trasferite nel complesso di Brera.

## Struttura
L'edificio è composto da due piani. Al piano terreno, quattro arcate di colonne toscane binate alla serliana su piedistalli formano l'accesso al portico rialzato attraverso i sei gradini dal piano del marciapiede.
La scala che dà accesso al piano superiore si sviluppa su due rampe convergenti. L'architettura, come si è detto, rappresenta la stessa ricchezza del vicino palazzo dei Giureconsulti con busti imperiali nei riquadri sopra le serliane e figure femminili nei triangoli ai lati degli archi. Al pian terreno a sinistra, nel "portale degli Orefici", è collocata una lapide, sulla quale si legge un epigramma del poeta Ausonio, celebrante le bellezze della Milano del IV secolo, da lui paragonata a una seconda Roma.
Al piano superiore, lesene abbinate a foggia di erme corrispondono alle sottostanti colonne. Finestre triangolari fiancheggiate da sirene, timpani curvilinei spezzati, rampanti accartocciati a voluta, contengono tutti degli stemmi araldici.
Nel mezzo della facciata dell'edificio si apre una nicchia con la statua di sant'Agostino eseguita ad opera dello scultore Pietro Lasagna. Verso la piazza si erge la statua marmorea del poeta Decimo Magno Ausonio con ai lati due lapidi di marmo bianco. L'arco del portone si attesta verso via Orefici con archivolto a bugnato di ceppo e con una serraglia recante lo stemma della città di Milano. A sinistra della loggia è posto un edificio di stile falso medioevale, opera di Giovanni Battista Somarini, datato al 1872. Dell'antico edificio rimane solo il prospetto: la facciata nasconde infatti un edificio moderno, sede di uffici e abitazioni.